# رادیوج اگنایویچ
رادیوج اگنایویچ (انگلیسی: Radivoje Ognjanović؛ زادهٔ ۱ ژوئیهٔ ۱۹۳۳) بازیکن فوتبال اهل یوگسلاوی است.وی در سال ۱۹۸۴ تیم ملی فوتبال کامرون را به مقام قهرمانی جام ملت‌های آفریقا رساند.
از باشگاه‌هایی که در آن بازی کرده‌است می‌توان به باشگاه فوتبال اشتورم گراتس، باشگاه فوتبال پارتیزان، و باشگاه فوتبال بازل، باشگاه فوتبال پارتیزان، و باشگاه فوتبال ستاره سرخ بلگراد اشاره کرد.
وی همچنین در تیم ملی فوتبال یوگسلاوی بازی کرده‌است.